# ジェーソン・ダグラス

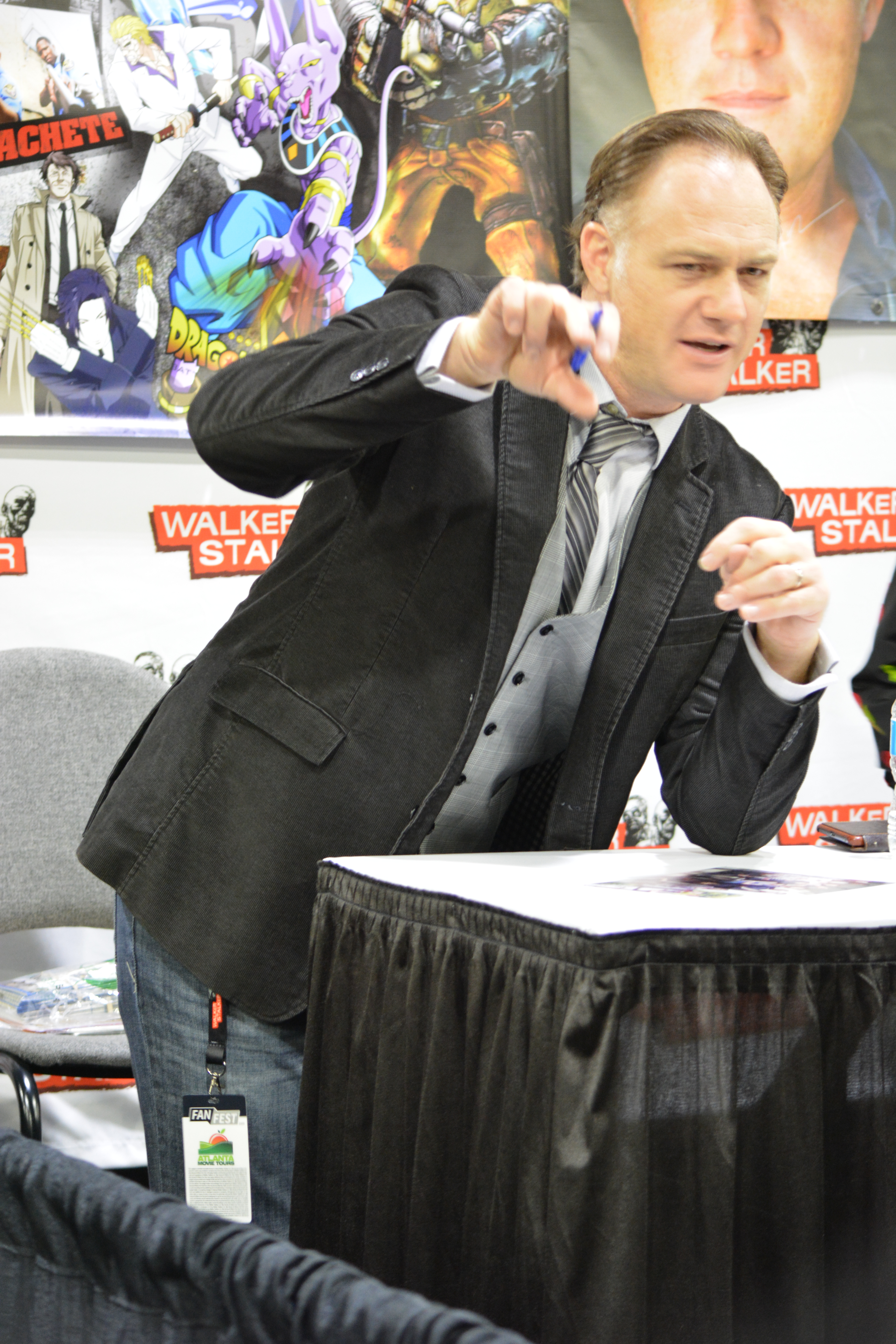
ジェーソン・ダグラス

ジェーソン・ダグラス（Jason Douglas, 1973年2月14日 - ） は、アメリカ合衆国の俳優、声優。アーカンソー州出身（後にテキサス州ヒューストンに移住）。ヒューストン大学卒業。俳優としては主に舞台で活動。声優としては1997年にデビューし、ADVフィルム及びファニメーション制作の日本のアニメ作品の英語版に多く出演している。
「ウォーキング・デッド」「ブレイキング・バッド」などにも出演している。
また、1996年から1998年まではシス・フラッグス・テーマパークにてスタントマンをしていた。SAG-AFTRA（旧：映画俳優組合・テレビラジオ芸能人連盟）会員。